# Katamfe
Katamfe (Thaumatococcus daniellii) ist eine Pflanzenart aus der Gattung Thaumatococcus innerhalb der Familie der Pfeilwurzgewächse (Marantaceae).

## Beschreibung

### Vegetative Merkmale
Katamfe ist eine ausdauernde krautige Pflanze mit kräftigem Rhizom. Die bis zu 50 cm langen Laubblätter entspringen aus dem Rhizom, ohne sichtbare Stämme. Die großen, ganzrandigen Laubblätter sind in einen langen Blattstiel und Blattspreite gegliedert. Die Pflanze kann bis zu 4 m hoch wachsen.

### Generative Merkmale
Katamfe blüht ganzjährig, die Hauptsaison ist Juli bis Oktober, die Früchte reifen von Januar bis April.
Den Blütenstand bilden kurze Ähren, die nahe dem Boden entspringen. Die dreizähligen und zwittrigen Blüten mit doppelter Blütenhülle sind weiß-rosafarben bis violett. Die beerenartigen, ledrigen Früchte sind dreikantig und weinrot. Sie enthalten bis zu drei mit einem transparenten, klebrigen Gel umhüllte (Endokarp) schwarze Samen mit einem, kleinen gelblichen und weichen Samenmantel.

## Systematik und Verbreitung
Das Basionym Phrynium danielli (mit einem „i“ am Ende) wurde von John Joseph Bennett 1855 erstbeschrieben. Die Umteilung in die neu aufgestellte und damals monotypische Gattung Thaumatococcus geschah 1883 durch George Bentham, auch hier als danielli mit einem „i“, allerdings wurde die Kombination des Gattungsnamens und des Epithetons nicht ordnungsgemäß, klar vollzogen. August Wilhelm Eichler verwendete dann etwas später 1883 (1884) in Beiträge zur Morphologie und Systematik der Marantaceen Thaumatococcus danielli auch mit einem „i“ am Ende, allerdings in ordnungsgemäßer Kombination. Im Index Kewensis 1895 erscheint der Artname als Thaumatococcus danielli ebenfalls mit einem „i“ am Ende. Der korrekte Artname müsste aber auf  zwei „i“ enden (also Thaumatococcus daniellii (Benn.) Benth. ex Eichler), weil gemäß der Regeln der International Association for Plant Taxonomy (IAPT) der Wortstamm eines Eigennamens, der auf einen Konsonanten endet, um ein „i“ erweitert wird, dem dann bei männlichen Eigennamen noch zusätzlich das Genitiv-„i“ folgt
Thaumatococcus daniellii kommt in der Regenwaldzone des tropischen Afrika vor. Das Verbreitungsgebiet umfasst die Länder vom westafrikanischen Guinea bis zur Region am Kongo.
Je nach Autor gibt es etwa zwei Varietäten:
- Thaumatococcus daniellii (Benn.) Benth. ex Eichler var. daniellii: Sie kommt von Guinea bis zum Kongo vor.[9]
- Thaumatococcus daniellii var. puberulifolius Dhetchuvi & Diafouka: Sie kommt in Kamerun, Gabun, in der Zentralafrikanischen Republik, in der Republik Kongo und in der Demokratischen Republik Kongo vor.[9]

## Nutzung

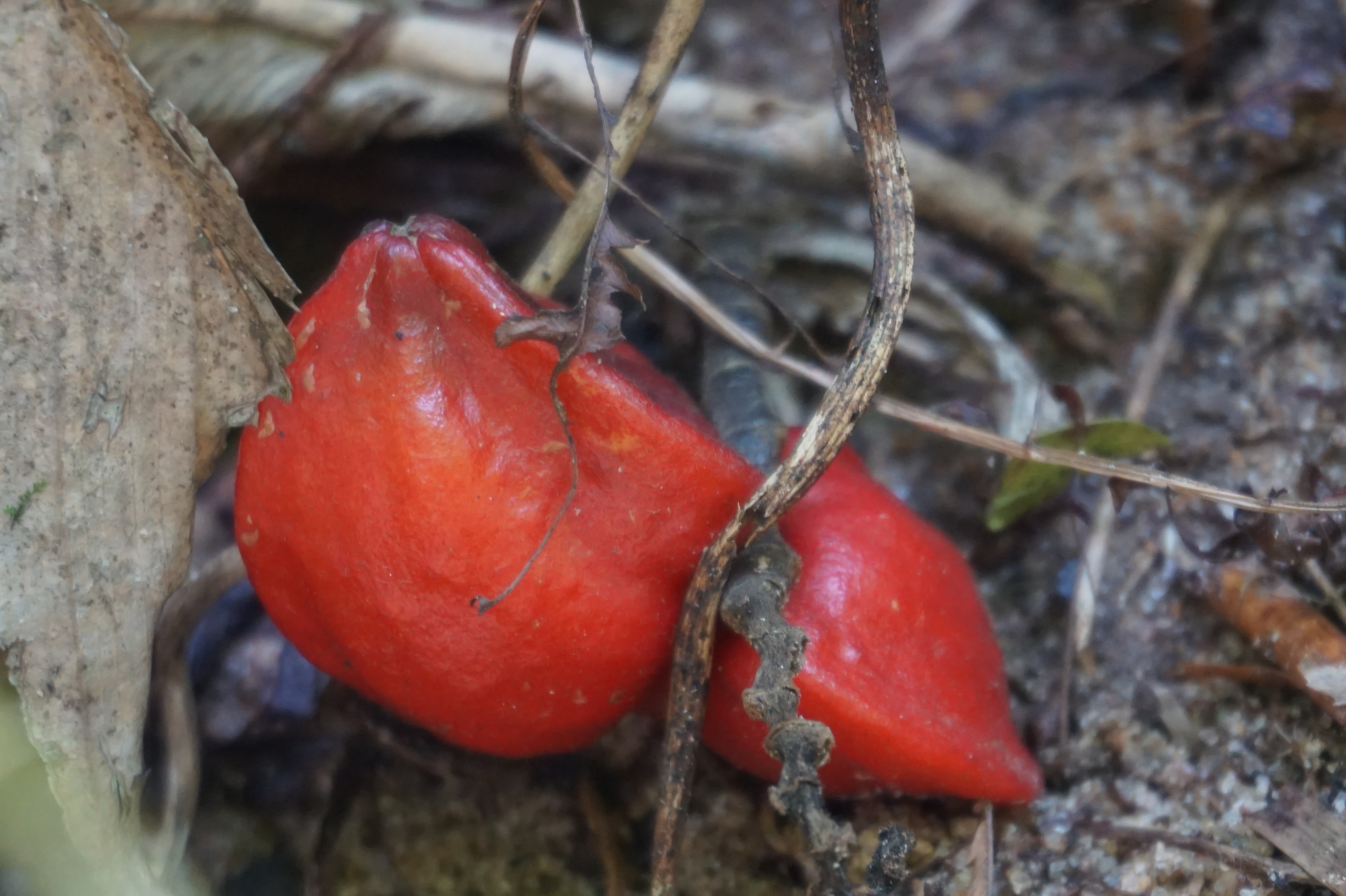
Früchte

Genutzt wird das aus dem Samenmantel der Früchte durch Extraktion mit Wasser gewonnene Thaumatin. Hierbei ergeben ein Kilogramm Früchte ungefähr sechs Gramm Thaumatin.
Wirkstoffe sind Proteine aus über 200 Aminosäuren wie Thaumatin I und II.
Thaumatin ist ein natürlicher Süßstoff, dessen Süßkraft mehr als 2000-mal höher ist als die von Haushaltszucker; die Süßkraft von Saccharin ist nur 300-mal höher als die von Haushaltszucker. Zusätzlich hat die Substanz geschmacksverstärkende Eigenschaften. Die Süße wird verzögert wahrgenommen, bleibt aber länger, mit lakritzartigem Nachgeschmack, erhalten. Beim Erhitzen in saurer Lösung geht der süße Geschmack verloren. Seit 1998 auch in Deutschland als E 957 zugelassen und von der WHO als unbedenklich eingestuft, findet Thaumatin als Lebensmittelzusatz, vor allem in Kombination mit anderen Süßstoffen, in Diätetika für Diabetiker und Übergewichtige sowie in Vitaminpräparaten Verwendung.
Katamfe-Früchte werden in den Herkunftsländern traditionell als Süßungsmittel verwendet. Der Anbau und die Nutzung der Pflanze hätten dazu beitragen können, den Lebensunterhalt der dortigen Bevölkerung zu sichern, aber inzwischen kann der Süßstoff kostengünstiger gentechnisch hergestellt werden.
In der traditionellen Medizin wird Katamfe als Abführmittel eingesetzt. Die Pflanze enthält eine Vielzahl von potentiell pharmazeutisch wirksamen Substanzen wie Tanninen, Alkaloiden und Terpenen.